# Come From Away (film)
Come From Away è un film del 2021 diretto da Christopher Ashley, registrazione integrale dell'omonimo musical di Irene Sankoff e David Hein ripreso dal vivo a Broadway con gran parte del cast originale.

## Trama
Gli abitanti di Gander, una piccola cittadina del Canada, improvvisamente si trovano nella condizione di dover ospitare settemila passeggeri dagli aerei costretti ad atterrare all'aeroporto locale dopo che lo spazio aereo statunitense fu chiuso in seguito agli attentati dell'11 settembre 2001. Con grande difficoltà, i cittadini di Gander si organizzano per accogliere un numero di sfollati che supera quello degli abitanti del luogo e nei giorni che trascorrono insieme prima che gli americani possano tornare in patria tra gli abitanti di Gander e gli ospiti si sviluppa un grande rapporto di amicizia e solidarietà, spinti dalla tragedia che unisce tutti loro.

## Produzione

### Sviluppo
Nel novembre del 2017 fu annunciato che The Mark Gordon Company avrebbe prodotto un adattamento cinematografico del musical Come From Away, con Ashley alla regia e una sceneggiatura firmata da Irene Sankoff e David Hein, già autori dello spettacolo teatrale. Nell'aprile del 2019 i due autori confermarono l'intenzione di girare il film a Gander con un cast composto da cittadini locali e attori poco noti. Tuttavia, il 2 febbraio del 2021 fu annunciato che, in seguito alla chiusura dei teatri statunitensi causata dalla pandemia di COVID-19 e durata oltre un anno, il piano di adattare Come From Away per il grande schermo era stato accantonato e al suo posto i produttori aveva deciso di riprendere una rappresentazione del musical da teatro con parte del cast originale del 2017. Il 30 aprile 2021 Apple TV+ ha acquistato i diritti di distribuzione del film.

### Riprese
Le riprese si sono svolte al Gerald Schoenfeld Theatre di Broadway nel maggio del 2021.

## Promozione
Dopo un teaser trailer rilasciato il 4 agosto del 2021, il primo trailer ufficiale del film è stato pubblicato il 27 agosto dello stesso anno.

## Distribuzione
Il film è disponibile su Apple TV+ a partire dal 10 settembre 2021, in occasione della vigilia del ventesimo anniversario degli attentati dell'11 settembre 2001.

## Accoglienza
Come From Away è stato accolto molto positivamente dalla critica. Sull'aggregatore di recensioni Rotten Tomatoes il film ha ottenuto il 100% delle recensioni professionali positive basato su 13 recensioni. Su Metacritic ha un punteggio di 87 su 100 basato su 7 recensioni.